# Belá (Nitra)
Belá é um município da Eslováquia, situado no distrito de Nové Zámky, na região de Nitra. Tem 8,69 km² de área e sua população em 2018 foi estimada em 316 habitantes.

## Demografia
| Ano:        | 1994 | 2004   | 2014    | 2024 |
| ----------- | ---- | ------ | ------- | ---- |
| Broj ljudi: | 424  | 413    | 350     | 315  |
| Razlika:    |      | -2,59% | -15,25% | -10% |

| Ano:               | 2023 | 2024   |
| ------------------ | ---- | ------ |
| Número de pessoas: | 319  | 315    |
| Diferença:         |      | -1,25% |